# Paul Tillard
Paul Tillard, född 30 september 1914 i Soyaux i Charente, död 27 juli 1966, var en fransk historiker, journalist och författare, specialiserad på Förintelsen och judisk historia. Under andra världskriget deporterades han till Mauthausen och senare till Ebensee. Sina upplevelser har han beskrivit i boken Mauthausen.